# Krokom
Krokom è un piccolo centro della Svezia centro-settentrionale, capoluogo della municipalità omonima; si estende su 2,59 km² e aveva, nel 2000, una popolazione di 2 075 abitanti.